# Партизанка (река)
Партизанка — река на острове Сахалин, правый приток Лютоги.
Впадает в реку Лютога за 30 км от её устья, протекает по территории Анивского городского округа Сахалинской области.
Длина реки составляет 10 км, площадь водосборного бассейна — 26,9 км². Общее направление течения с юга на север.
На участке реки 300 м выше устья зарегистрирована высота над уровнем моря — 40 м, уклон 1,6 градусов. Ширина водотока  — 5–8 м, средняя глубина — 0,1 м, средняя скорость течения — 0,2 м/с, на перекатах — 0,8 м/с. Максимальная температура в июле-октябре воды — 18,9 градусов Цельсия. Грунт преимущественно галечный, в зонах пониженного гидравлического давления — песчаный и песчано-илистый. Пойма реки с крутым левым берегом.
Показатель количества микроорганизмов реке Партизанка составляет от 0,8 до 11,1 млн кл./г. Биомасса макрозообентоса в реке Партизанка от 2,2 до 3,7 г/м2.

## Данные водного реестра
По данным государственного водного реестра России относится к Амурскому бассейновому округу.
Код объекта в государственном водном реестре — 20050000212118300006564.